# Distrito de Mayuge
El distrito de Mayuge es uno de los cuantiosos distritos en los que Uganda se subdivide, se localiza al este del país, con costas en el lago Victoria. Su población es de 326.567 habitantes.
Al igual que la gran mayoría de los otros distritos ugandeses, su nombre proviene de su ciudad capital, la ciudad de Mayuge.

## Geografía
Su altura varía desde 1200 a 1500 metros sobre el nivel del mar, Mayuge está situado entre una mezcla de bosques tropicales naturales, de tierras virginales, de colinas aisladas, de cantos planos y con grandes reservas de agua. Mayuge está situado a lo largo del lago Victoria e incluye seis islas.
- Datos: Q1364824
- Multimedia: Mayuge District / Q1364824